# Špilje Elephante
Špilje Elephante (marathi: घारापुरीची लेणी, Gharapuričja Lini što doslovno znači "Grad špilja") čini mreža špiljskih hramova isklesanih u stijenama na otoku Elephanta u zaljevu Mumbaija, oko 10 km istočno od središta velegrada. Špiljski hramovi su podijeljeni u dvije skupine, veća skupina hinduističkih hramova ukrašenih raskošnim reljefima šivaizma (hindu sekta obožavanja Šive), i manja skupina budističkih hramova. Svi su isklesani iz bazaltnih stijena od 5. do 8. stoljeća, ali identitet njegovih autora je još uvijek predmet rasprave. Izvorno su sve bile iznutra oslikane, ali su danas ostali samo tragovi boje.
Najpoznatija špilja iz skupine hinduističkih špilja na zapadnom brdu je tzv. "Velika špilja" (Špilja 1.) koja svojim monumentalnim ulazom gleda na morsku obalu od koje je udaljen oko 1,5 km. Hram ima površinu od 5,600 m², a sastoji se od glavne dvorane, dvije bočne, dvorišta i pripadajućih svetišta. Dubok je 39 metara i ispunjen je brojnim prikazima Šive, u različitim pozama i radnjama.
Na istočnom dijelu otoka nalazi se manja skupina budističkih špilja u brdu koje je po stupi od opeke prozvano "Brdo stupe".
Ovi hramovi su bili u uporabi sve do dolaska Portugalaca 1534. godine koji su otok prozvali Elephanta po velikoj skulpturi slona na obali (danas u muzeju u Mumbaiju). Nakon stoljeća nemara, hramovi su obnovljeni 1970-ih, a 1987. godine upisani su na UNESCO-ov popis mjesta svjetske baštine u Aziji i Oceaniji.
- Skulptura slona iz Elephante u muzeju Bhau Bhaji Lad (Mumbai)
- Tlocrt Velike špilje
- Ardhanarishvara, dvospolni spoj Šive i Parvatija
- Trojstvo Šive Trimurti
- Jedna manja špilja

## Poveznice
- Indijska umjetnost
- Indijski hram
- Špilje Ellore
- Špiljski hramovi u Ajanti

## Vanjske poveznice
- Elephanta panorama  Arhivirana inačica izvorne stranice od 23. lipnja 2010. (Wayback Machine)
- Video špilja na portalu MTDC  Arhivirana inačica izvorne stranice od 28. veljače 2008. (Wayback Machine)